# Ramón González (cykelrytter)
 For alternative betydninger, se Ramón González. (Se også artikler, som begynder med Ramón González)
José Ramón González Arrieta (født 12. maj 1967 i Bilbao) er en tidligere spansk landevejscykelrytter. Hans kone er den tidligere landevejscykelrytter Joane Somarriba Arrola.
| Cykling | Spire Denne biografi om en spansk cykelrytter er en spire som bør udbygges. Du er velkommen til at hjælpe Wikipedia ved at udvide den. |